# Pierre Elliott Trudeau
Joseph Philippe Pierre Yves Elliott Trudeau, més conegut com a Pierre Trudeau o Pierre Elliott Trudeau, PC, CC, CH, QC, MSRC (Mont-real, 18 d'octubre de 1919 - Mont-real, 28 de setembre de 2000) fou un polític quebequès de la segona meitat del segle xx. Fou dos cops Primer ministre del Canadà: del 20 d'abril del 1968 al 3 de juny de 1979, i del 3 de març de 1980 al 30 de juny de 1984. El seu fill Justin Trudeau també va esdevenir Primer ministre del Canadà l'any 2015.
Trudeau va ser la figura central de la política canadenca durant quinze anys, d'una manera mai abans vista al país. A més va rebre molta més atenció internacional que qualsevol altre líder del país. Va guanyar tres eleccions seguides; el 1968, 1972 i 1974; fins que va ser derrotat per un estret marge el 1979, pel conservador progressista Joe Clark. Tan sols mesos després tornaria al poder després de la seva victòria en les eleccions de 1980, governant fins a 1984, quan va decidir retirar-se de la política. El seu mandat com a primer ministre va ser el tercer més llarg en la història del Canadà, només darrere de John A. Macdonald i William Lyon Mackenzie King.
El mandat de Trudeau és vist com un gir a l'esquerra en el que anteriorment havia estat un país relativament conservador. Com a primer ministre va adoptar el nacionalisme econòmic, imposant mesures proteccionistes; va incrementar exponencialment la despesa pública, la qual cosa va resultar en dèficits pressupostaris anuals; va desafiar el lideratge dels Estats Units en fomentar relacions amb la Unió Soviètica, la Xina i Cuba; va promoure el multiculturalisme; va implementar el bilingüisme oficial i va augmentar la immigració no europea. Un dels assumptes més importants amb els quals va haver de bregar va ser el nacionalisme quebequès, al qual es va oposar fermament; quan terroristes del Front d'Alliberament del Quebec van segrestar diverses persones el 1970, la qual cosa avui es coneix com la Crisi d'Octubre, Trudeau els va derrotar invocant la Llei de Mesures de Guerra, una decisió controvertida fins al dia d'avui; el 1980, quan Quebec va dur a terme un referèndum que proposava més sobirania per a la província, Trudeau va liderar la campanya a favor del rebuig, opció que va resultar victoriosa. En els seus últims anys de govern va aconseguir la sobirania total del Canadà, a través la Llei Constitucional de 1982, que al seu torn va promulgar la Carta Canadenca de Drets i Llibertats.
Després de retirar-se de la política, Trudeau va tornar a practicar l'advocacia, treballant en l'estudi jurídic Heenan Blakie. Va tornar breument a l'escenari polític en pronunciar-se en contra de l'Acord de Meech Lake i després de l'Acord de Charlottetown (canvis a la constitució que declararien Quebec com una societat diferent), argumentant que aquests enfortirien l'independentisme quebequès. Trudeau va morir el 2000, als vuitanta anys. És considerat com un dels primers ministres més conseqüents de la història del Canadà. El seu fill primogènit, Justin Trudeau, és l'actual primer ministre del Canadà.

## Biografia
Va néixer el 18 d'octubre de 1919 a la ciutat de Montreal, província del Quebec, en el si d'una família de possibles, de mare escocesa, i pare francès.
Des dels sis fins als dotze anys, Trudeau va anar a l'escola primària, Académie Querbes, a Outremont, on es va submergir en la religió catòlica. El col·legi, per a catòlics anglesos i francesos, era exclusiu i amb classes molt reduïdes, i Trudeau va destacar en matemàtiques i religió. Des de ben petit, Trudeau va ser bilingüe amb fluïdesa, la qual cosa més tard va ser un gran avantatge per a un polític al Canadà bilingüe. En l'adolescència, va anar al col·legi francòfon dels jesuïtes Jean-de-Brébeuf, un prestigiós centre d'ensenyament secundari conegut per educar a l'elit de les famílies francòfones del Quebec.
En el seu setè i últim any acadèmic, 1939-1940, Trudeau es va centrar en aconseguir una beca Rhodes. En la seva sol·licitud va escriure que s'havia preparat per al càrrec públic estudiant oratòria i publicant molts articles en Brébeuf. Les cartes de recomanació l'elogiaven molt. El pare Boulin, que era el director del col·legi, va dir que durant els set anys que Trudeau va passar en el col·legi (1933-1940), havia guanyat un centenar de premis i mencions honorífiques i s'havia distingit en tots els camps. Trudeau es va graduar en el Collège Jean-de-Brébeuf el 1940, a l'edat de vint-i-un anys.
Trudeau no va obtenir la beca Rhodes. Va consultar a diverses persones sobre les seves opcions, entre altres Henri Bourassa, l'economista Edmond Montpetit i el pare Robert Bernier, franc-manitobà. Seguint els seus consells, va triar la política i es va llicenciar en Dret en la Universitat de Montreal. I es va dedicar a l'advocacia fins que va decidir entrar a la política en la dècada del 1950, com a opositor al conservador partit Union Nationale, que llavors dominava el Quebec.
Es va educar a les escoles més prestigioses del món: la Universitat Harvard, la London School of Economics i l'Institut d'Estudis Polítics de París (col·loquialment conegut com Sciences Po).
Probablement se'l pot qualificar com el primer ministre més popular i polèmic en la història del país. Una vegada en el càrrec es va fer responsable de l'establiment com a oficial dels idiomes francès i anglès, va crear la legislació de la Carta Canadenca dels Drets i les Llibertats, la qual estableix la Igualtat de Drets, que implica que tots els ciutadans tenen Dret a la protecció i benefici de la llei sense cap discriminació sigui per origen, color, raça, sexe, edat o discapacitat mental o física. Aquesta carta també inclou la llibertat d'expressió i de premsa.
El document estableix en la secció 27 que «Aquesta Carta haurà d'interpretar-se d'una manera consistent amb la preservació i millora del patrimoni multicultural dels canadencs».
També va tenir molt a veure en la repatriació des d'Anglaterra de la Constitució de 1867, la British North America Act, i la seva renovació , acabant d'aquesta forma amb els últims llaços colonials amb aquest país. També va ser qui va establir l'actual Constitució del Canadà, dictada sota el seu últim govern el 1982.

## Carrera política
En acabar els seus estudis va recórrer Europa durant diversos anys i el 1943 va tornar al Canadà i va començar a treballar com a advocat. També va tornar a la Universitat del Quebec com a professor adjunt, mentre establia els seus primers contactes polítics com a funcionari en la Secretaria del Gabinet d'Ottawa, va acabar sent el principal assessor en qüestions de Dret Laboral i de Llibertats Civils.
El 1961 va ser nomenat catedràtic adjunt de la Facultat de Dret de la Universitat de Montreal, en la qual va estar fins a 1965. El 1965 va abandonar el Nou Partit Democràtic pel Partit Liberal, sent electe a la Cambra dels Comuns aquest mateix any. El 1967 va ser designat ministre de Justícia i Fiscal General pel primer ministre Lester Bowles Pearson.
Un any més tard va ser elegit secretari parlamentari del primer ministre Lester Pearson, ja que va exercir fins a abril de 1967 quan va ser nomenat ministre de Justícia i procurador general del Canadà, càrrecs que va exercir fins a 1968. En la seva etapa com a ministre de Justícia va practicar reformes liberals en terrenys com l'avortament i l'homosexualitat.
El 1968 va guanyar les eleccions i va ser nomenat primer ministre en successió de Lester Pearson. Durant aquest mandat es destaquen entre altres mesures, el decret d'estat de guerra davant diversos actes de terrorisme, entre els quals s'inclou l'assassinat del ministre de treball Laporte. La seva personalitat carismàtica i extravertida va provocar un fenomen social conegut com Trudeaumania, que va assegurar la seva aclaparadora victòria en les eleccions d'aquest any.En aquest mateix any es va presentar a les eleccions parlamentàries pel Partit Liberal i va ser elegit diputat per primera vegada.
El 1972 es va establir un govern minoritari que el va reelegir com a primer ministre. Durant aquest període va tenir el suport dels socialdemòcrates del NDP. Encara que el 9 de maig de 1974 va perdre una moció de censura, el 8 de juny del mateix any va ser novament reelegit amb majoria absoluta en les eleccions legislatives.
El 1976 va visitar Cuba, visita en la qual va portar a la seva família. Va ser el primer cap d'Estat d'un país membre de l'OTAN que ho va fer. Va establir una forta amistat amb Fidel Castro, que només acabaria amb la mort de Trudeau el 2000. Castro acudiria al seu funeral, on saludaria a tota la família Trudeau.
El 1978 va decretar l'embargament a Cuba, que es va mantenir fins a l'estiu de 1993, en tenir coneixement de la presència militar cubana a Angola. El 1979 el van derrotar els conservadors, amb Joe Clark al capdavant, cosa que el va convertir en el líder de l'oposició. El nou govern va durar 8 mesos, i Pierre Trudeau va ser reelegit per quarta vegada el 18 de febrer de 1980.
Ferm defensor del federalisme, tenia una visió del Canadà com alguna cosa més que una simple suma de territoris independents. El Referèndum d'independència del Quebec de 1980, amb una apassionada campanya en contra del separatisme, va aconseguir que en un referèndum plantejat al Quebec sobre la qüestió, la proposta fos derrotada per un 60% dels vots.El 1980

### Política social durant la seva etapa com a Primer Ministre entre 1968 i 1979
El primer gran impuls legislatiu de Trudeau va ser l'aplicació de la majoria de les recomanacions de la Comissió Real Pearson sobre Bilingüisme i Biculturalisme a través de la Llei de Llengües Oficials (Official Languages Act), que convertia al francès i a l'anglès en llengües oficials del govern federal. Més polèmica que la declaració (recolzada pel NDP i, amb certa oposició, pels PC) va ser l'aplicació dels principis de la llei: entre 1966 i 1976, la proporció de francòfons en l'administració pública i l'exèrcit es va duplicar, la qual cosa va causar alarma en alguns sectors de la Canadà anglòfona, que pensaven que se'ls estava perjudicant.
El gabinet de Trudeau va complir la part IV de l'informe de la Comissió Real sobre Bilingüisme i Biculturalisme anunciant una Política de Multiculturalisme el 8 d'octubre de 1971. Va ser la primera d'aquest tipus en el món, i després va ser emulada en diverses províncies, com Alberta, Saskatchewan, Manitoba, i altres països, sobretot Austràlia, que ha tingut una història i un model d'immigració similars. Més enllà dels aspectes específics de la política en si, aquesta acció va assenyalar una obertura al món i va coincidir amb una política d'immigració més oberta que havia estat introduïda pel predecessor de Trudeau, Lester B. Pearson. Aquesta política reconeixia que, encara que el Canadà era un país de dues llengües oficials, reconeixia una pluralitat de cultures: una política multicultural dins d'un marc bilingüe. cosa que va molestar l'opinió pública del Quebec, que creia que posava en dubte la reivindicació del Quebec en el sentit que el Canadà era un país de dues nacions.

#### Immigració
Durant la crisi de refugiats provocada per la fugida dels denominats boat people de Vietnam, milers de persones, en la seva majoria d'ètnia xinesa, van fugir del Vietnam comunista en embarcacions improvisades a través de la mar de la Xina Meridional, normalment cap a la colònia britànica d'Hong Kong; el govern de Trudeau va ser generós a l'hora de concedir asil als refugiats. El 1980, el Canadà havia acceptat a uns 44.000 dels boat people, convertint-se en una de les seves principals destinacions.

#### Qüestions indígenes
El 1969, Trudeau, juntament amb el seu llavors Ministre d'Assumptes Indígenes, Jean Chrétien, va proposar el Llibre blanc de 1969 (titulat oficialment Declaració del Govern del Canadà sobre la política índia). Segons la legislació del Llibre blanc, s'eliminaria l'Estatut Indi. Els Pobles de les Primeres Nacions s'incorporarien plenament a les responsabilitats del govern provincial com a ciutadans canadencs en igualtat de condicions, i s'eliminaria l'estatus de reserva que imposava les lleis de propietat privada en les comunitats indígenes. Es posaria fi a tots els programes o consideracions especials que s'havien concedit als pobles de les Primeres Nacions en virtut de la legislació anterior, ja que el Govern considerava que les consideracions especials actuaven com un mitjà per a separar encara més als pobles indis dels ciutadans canadencs. Aquesta proposta va ser considerada per molts com a racista i un atac a la població aborigen del Canadà. El Llibre blanc proposava l'assimilació general de les Primeres Nacions al cos polític canadenc mitjançant l'eliminació de la Llei Indígena i de l'estatus d'indi, la parcel·lació de les terres de les reserves a propietaris privats i la supressió del Departament d'Assumptes Indígenes i del Nord. El Llibre blanc va provocar la primera gran mobilització nacional d'activistes indis i aborígens contra la proposta del govern federal, la qual cosa va portar a Trudeau a anul·lar la legislació.

#### Pena de mort
El 14 de juliol de 1976, després d'un llarg i emotiu debat, la Cambra dels Comuns canadenc va aprovar per 130 vots a favor i 124 en contra el projecte de llei C-84, que abolia completament la pena de mort i instaurava la cadena perpètua sense llibertat condicional durant 25 anys per a l'assassinat en primer grau.

### Després de 1979
El 1982 va promoure la signatura de la Carta Magna (no va ser signada pel Quebec). Durant aquest mandat la seva popularitat va tocar fons, arribant al 23%, el més baix des de la Segona Guerra Mundial per a un primer ministre canadenc, cosa que el va fer dimitir del seu partit, i més tard del seu càrrec el 1984.
La dimissió de Trudeau el 1984 després de la caiguda en expectatives de vot, amb un 13% d'atur i un important dèficit fiscal, va portar al liderat del partit John Turner, qui no era diputat ni senador, i va prendre possessió com a primer ministre, ocupant el càrrec durant només 79 dies ja que va aconsellar al governador general que dissolgués anticipadament el Parlament poc després de prendre possessió. Va perdre les eleccions federals de Canadà de 1988 per una victòria aclaparadora contra els Conservadors Progressistes de Brian Mulroney en la segona pitjor derrota en escons fins llavors per a un partit governant.

## Últims anys de vida
En els últims setze anys de la seva vida es destaquen els següents fets:
- va ser membre del Consell d'Interacció, grup de ex governants de diversos països format amb el propòsit d'analitzar els problemes econòmics, estratègics i ecològics mundials.

- va ser membre del Consell de caps de Govern Lliurement Triats, entre els quals es destaca la presència de l'expresident nord-americà Jimmy Carter.

- el 1992 va intervenir en la conferència anual d'excaps d'Estat i de Govern, a Berlín i en la conferència sobre Amèrica Llatina del BID, a Mèxic.

- es va manifestar davant diferents comicis canadencs. Va fer una campanya en contra del referèndum sobre la secessió del Quebec a l'octubre de 1992, al·legant que això provocaria un caos que portaria a la desintegració del país.

- el 1993 va realitzar una campanya en contra del llavors acabat de crear Bloc Québécois, de tall independentista, en la qual sostenia que el seu ascens en poder seria una amenaça per al Canadà.

- va ser membre del jurat del Premi de Foment de la Pau de la Unesco.

## Vida personal
El 4 de març de 1971 es va casar amb Margaret Sinclair en una cerimònia secreta en el nord de Vancouver, BC. S'havien conegut en Tahití el 1968, quan ella tenia 20 anys, vint-i-nou anys menys que ell. Van formar una de les parelles amb més impacte social fins a la seva separació, el 1977. Van tenir tres fills. Es van divorciar oficialment el 1984.
Va patir un cop vital el 1998, amb la mort del seu fill menor Michel (de 23 anys), en un devessall, mentre practicava alpinisme. El seu fill major, Justin Trudeau, ha seguit els seus passos en la política, convertint-se en el primer ministre del seu país el 2015.
El seu fill mitjà, Alexandre Trudeau, és cineasta i periodista.

## Publicacions
- La vaga de l'amiant (1956)

- La dualitat canadenca (1960)

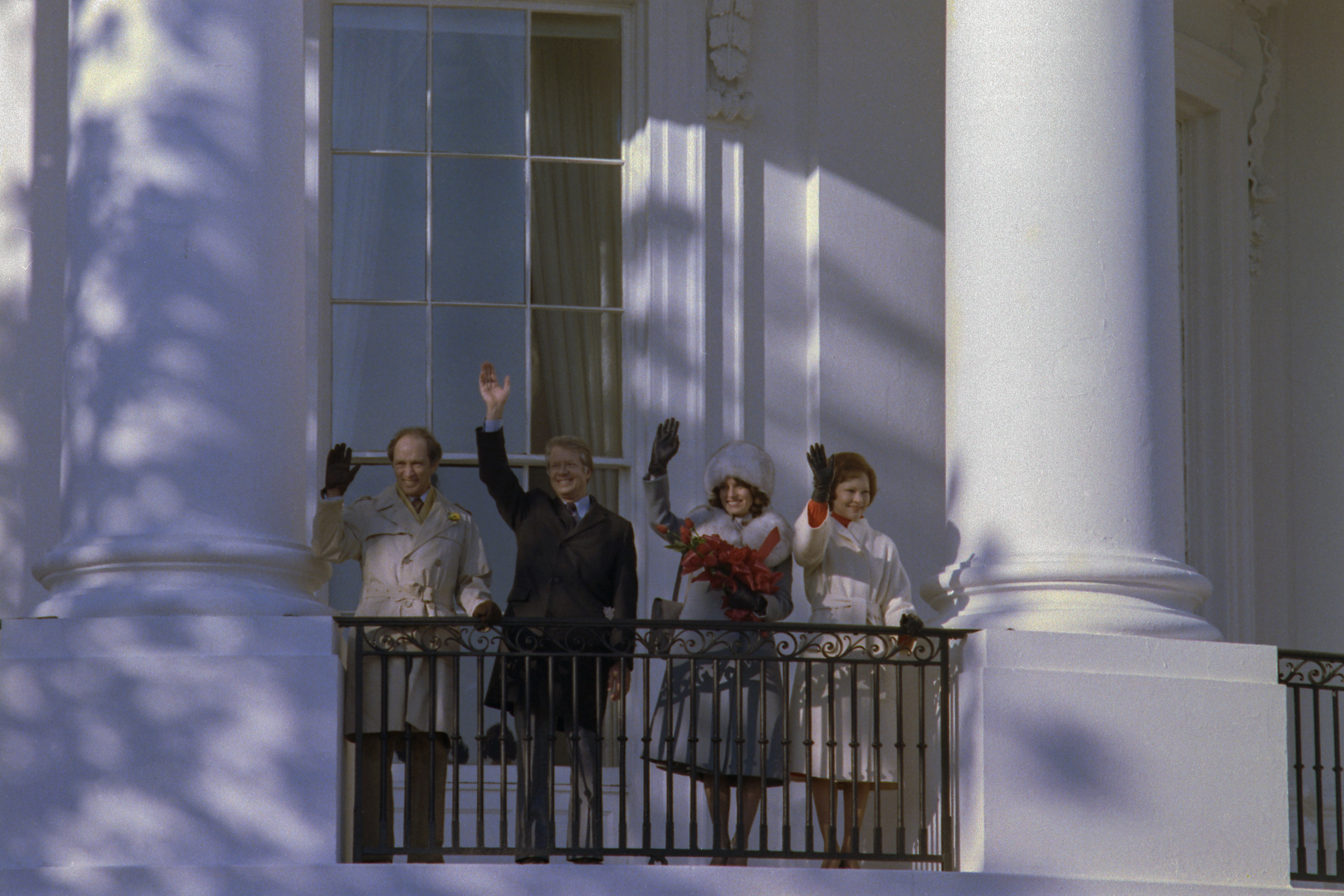
Pierre Trudeau amb Jimmy Carter, Margaret Trudeau i Rosalynn Carter a la Casa Blanca el 1977.

- Dos innocents a la Xina Roja (1961)

- El federalisme i els canadencs francesos (1968)

- Respostes (1968).